# Thuyết hành động hợp lý
Thuyết hành động hợp lý (TRA) nhằm giải thích mối quan hệ giữa thái độ và hành vi trong hành động của con người. Thuyết này được sử dụng để dự đoán cách mà các cá nhân sẽ hành xử dựa trên thái độ và ý định hành vi đã có từ trước của họ. Các cá nhân sẽ hành động dựa vào những kết quả mà họ mong đợi khi thực hiện hành vi đó.

## Mô hình

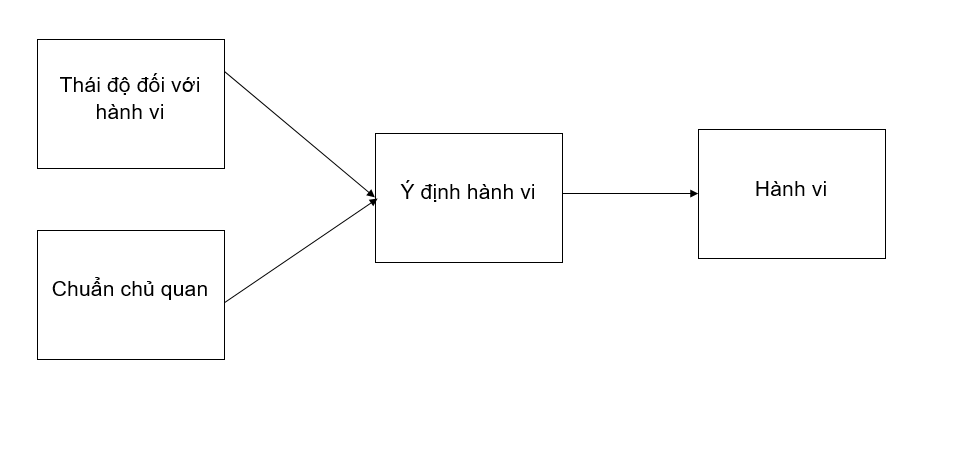